# Карнюв (Малопольське воєводство)
Карнюв (пол. Karniów) — село в Польщі, у гміні Коцмижув-Любожиця Краківського повіту Малопольського воєводства.
Населення — 520 осіб (2011).
У 1975-1998 роках село належало до Краківського воєводства.

## Демографія
Демографічна структура станом на 31 березня 2011 року:
|          | Загалом | Допрацездатний вік | Працездатний вік | Постпрацездатний вік |
| -------- | ------- | ------------------ | ---------------- | -------------------- |
| Чоловіки | 266     | 47                 | 194              | 25                   |
| Жінки    | 254     | 54                 | 154              | 46                   |
| Разом    | 520     | 101                | 348              | 71                   |